# Воямпольский (вулкан)
Воя́мпольский — щитовой вулкан, расположенный на севере Камчатки. Состоит из двух щитов: Воямпольский и Какчана. Щит Воямпольский самый высокий, а реки щита Какчана расположены вблизи вулкана. Высота — 1225 м (на современных картах — 1115 м).